# 中華民國陸軍金門防衛指揮部金門守備大隊
陸軍金門防衛指揮部金門守備大隊，為中華民國陸軍駐守於金門地區的陸軍部隊，隊名「虎軍部隊」
，編配在陸軍金門防衛指揮部。前身為陸軍步兵第三一九師與陸軍金門防衛指揮部金東守備大隊，在精實案解編前本師長期駐防在金門東部地區，因此又有「金東師」之稱。

## 沿革

### 抗戰時期
- 1938年8月11日，於江西省樂平縣編組成立「國民革命軍陸軍第一一八師」，隸屬第二十集團軍（總司令商震）第八十七軍（軍長劉膺古）。
- 1943年5月5日至6月13日，參加鄂西會戰，師長王嚴，軍長周祥初。
- 1945年4月1日，因中國陸軍總司令部改編，第八十七軍被撤銷，一一八師改隸第十八軍（胡璉）。
- 1945年4月9日至6月2日，參加湘西會戰，師長戴樸。

### 戡亂時期
- 1946年5月，改編為「陸軍整編第一一八旅」，旅長高魁元。
- 1948年6月1日，恢復為「陸軍第一一八師」，師長尹鍾嶽。
- 1948年11月，徐蚌會戰中與指揮第十八軍的第十二兵團遭到毀滅性的打擊。之後胡璉重建第十二兵團，第一一八師仍舊在其編制。
- 1949年10月，由汕頭轉進至金門。
- 1949年10月24日，參加古寧頭戰役，因此役獲頒榮譽虎旗一面，自此一一八師以虎軍為部隊代號。
- 1951年，年底從金門調回台灣宜蘭整編。
- 1952年8月，與第四三師所屬一二七團並編為「陸軍步兵第十九師」，隸屬第七軍。
- 1954年9月，由臺南移防金門。
- 1956年，移防回台灣。
- 1957年12月，於臺中后里首先擔任「前瞻計畫」之實驗步兵師。
- 1959年，執行「前瞻演習」，是國軍第一個編成的陸軍野戰重裝步兵師。
- 1959年11月，進入臺中谷關實施山地訓練。
- 1960年10月，參加「鼎興演習」雙十節國慶閱兵大典。
- 1961年4月10日，再次移防金門，(1961年5月-1963年10月駐守烈嶼)。
- 1965年至1967年，戍守馬祖列島。
- 1970年12月至1972年6月，再次駐防金門烈嶼。
- 1974年至1977年年初，戍守金東師。
- 1976年1月，改番號為「陸軍步兵第二十三師」。
- 1976年8月16日，改番號為「陸軍步兵第三一九師」。
- 1979年至1981年間，先是駐守南雄師後因林毅夫叛逃事件，改調為金東師。
- 1983年3月，執行「武漢演習」再次移防金門金東地區。

### 精實時期
- 1999年3月1日，實施精實案，改編為「陸軍步兵第一一九旅」。由於長年駐防在金門東部，又有金東師/金東旅的別號。

### 精進時期
- 2007年4月1日，實施精進案，改編為「陸軍金門防衛指揮部金東守備大隊」。

### 精粹時期
- 2014年4月1日，實施精粹案，併編金西守備大隊為「陸軍金門防衛指揮部金門守備大隊」，編階為上校大隊長，首任大隊長為何榮華上校。[2]

## 編制

### 指揮管轄
- 大隊長 一位 上校

#### 直屬單位
- 隊部排
- 120迫擊砲連
- 北碇守備隊
- 草嶼守備隊
- 后嶼守備隊

#### 下轄單位
- 戰車營（營部連+戰車連×2 +機步連×1)[3]
- 機械化步兵營（營部連+機步連×3）
- 步兵第一營（戰鬥支援連+步兵連×3+火力支援連）
- 步兵第二營（戰鬥支援連+步兵連×3+火力支援連），2021年2月由金門防衛指揮部幹部訓練班改編[4]
- 金東後備步兵營（戰鬥支援連+步兵連×3+火力支援連）
- 金西後備步兵營（戰鬥支援連+步兵連×3+火力支援連）

## 隊徽含意
盾形：具有堅強鞏固、精實戰力之意。
虎旗：源自該旅前身一一八師，於民國38年10月參加金門古寧頭戰役，戰績彪炳。榮獲政府頒發榮譽虎旗乙面，為期勉該旅官兵，朝夕惕勵先烈先賢犧牲奉獻、捍衛國家之精神，故以虎旗為單位隊徽。